# La Vierge à l'Enfant avec le jeune saint Jean
La Vierge à l'Enfant avec le jeune saint Jean est un tableau réalisé par le peintre italien Piero di Cosimo en 1489-1499. Peinture à l'huile sur bois, ce tondo est une Madone qui représente Marie rapprochant l'un de l'autre le petit Jean le Baptiste et l'Enfant Jésus, qui se tiennent sur un parapet au premier plan. Derrière eux se déploie un paysage où s'aperçoivent Jérôme de Stridon et son lion à gauche, mais aussi Bernard de Clairvaux à un pupitre à droite. Achetée en 1900, l'œuvre est conservée au musée des Beaux-Arts de Strasbourg, à Strasbourg, dans le Bas-Rhin, en France.